# Calodia kumari
Calodia kumari  (лат.) — вид прыгающих насекомых рода Calodia из семейства цикадок (Cicadellidae). Ориентальная область: Индия. Назван в честь Dr. A. R. V. Kumar, собравшего типовую серию.  Общая окраска рыжевато-бурая. Голова рыжеватая, глаза темно-серые; пронотум и мезонотум темно-коричневые; передние крылья коричневые с гиалиновыми краям, жилкование желтовато-коричневое; грудные стерниты с рыжевато-коричневыми отметинами. Длина самцов 6,4 мм; ширина головы через глаза 1,7 мм.Скутеллюм крупный, его длина равна или больше длины пронотума. Голова субконическая, отчётливо уже пронотума; лоб узкий. Глаза относительно крупные, полушаровидные. Клипеус длинный, узкий. Сходны по габитусу с Calodia neofusca, отличаясь деталями строения гениталий. Вид был описан в 2019 году энтомологами C. A. Viraktamath и Naresh M. Meshram (Индия).